# Vika kyrka
Vika kyrka är en kyrkobyggnad i Vika i  Dalarna. Den är församlingskyrka i Vika-Hosjö församling i Västerås stift.

## Kyrkobyggnaden
På kyrkans nuvarande plats stod tidigare en träkyrka, som troligen brann ner, och därefter en mindre stenkyrka. Det är inte otänkbart att det före kristendomens intåg (som troligen skedde på 1100-talet) på samma område fanns en hednisk kultplats. Den nuvarande stenkyrkan invigdes 1469, men vissa delar är från en äldre kyrka, bland annat sakristian.
Kyrkan består av ett stort och högt långhus som täcks av ett brant, spånklätt sadeltak. Vid nordöstra sidan finns en vidbyggd sakristia och vid sydvästra sidan ett vidbyggt vapenhus. Väggarnas nederdelar består av gråsten, medan överdelarna består av tegel.
Taklaget är ursprungligt från tiden för kyrkans uppförande. I långhuset är behuggningstekniken typiskt senmedeltida. Virket är tvärbilat med jämn behuggning, vilket tyder på att ett fåtal timmermän varit verksamma under arbetet. Behuggningstekniken i vapenhusets taklag är något yngre.
Kyrkan är känd för sina välbevarade väggmålningar från 1500-talet. Målningarna hittades vid renoveringen 1917-1918 under ledning av Sigurd Curman, då man även fann rester av ännu äldre målningar, bland annat ett antal konsekrationskors. En av målningarna på den östra väggen som föreställer evangelisten Lukas attribut oxen inspirerade Erik Axel Karlfeldt till dikten Oxen i Sjöga. Man hittade även en igenmurad sångläktare, en så kallad gapskulle, som dessutom visade sig innehålla ett flertal medeltida träskulpturer som numera är utplacerade i kyrkan. Bland annat möts man redan i vapenhuset av Sankt Göran och draken.
Sveriges Radios julotta 2018 sändes härifrån.

## Inventarier
- Dopfunten av kalksten är från början av 1500-talet.
- Altarskåpet tillverkat av Jordan Målare från senare hälften av 1400-talet.
- Nuvarande predikstol är från 1650-talet och sattes in vid renoveringen 1917-1918. Predikstolen har tillhört Vadstena hospitals kyrka och påminner om den som fanns i Vika från 1630-talet fram till 1774.

### Orgel
- 1614 byggde Paul Müller en orgel med 5 stämmor. Den reparerades 1725 av Johan Petter Roos och 1733 av Daniel Stråhle.
- En ny orgel byggdes 1769 av Mattias Swahlberg den yngre och Nils Söderström med 6 stämmor. Den utökades med Trumpet 4'.[4]
- 1900 byggde E. A. Setterquist & Son, Örebro, en pneumatisk orgel med 10 stämmor fördelade på två manualer och pedal. Den blev skänkt till kyrkan av Fru Ellen Nisser å Rottneby till minne av hennes man patron Ernst Nisser och sonen Georg Nisser. Orgeln blev besiktigad av musikdirektör Johan Ulrik Cederberg (1843-1912), Falun, och godkändes. Invigning skedde söndagen 2 december år 1900 av en pastor Broberg.[5]
- 1966 installerades nuvarande orgel med 22 stämmor tillverkad av A. Magnusson orgelbyggeri AB, Göteborg. Orgeln är mekanisk.

| Huvudverk I   | Bröstverk II | Pedal       | Koppel |
| Rörflöjt 8´   | Gedackt 8´   | Subbas 16´  | I/P    |
| Fugara 8'     | Rörflöjt 4'  | Gemshorn 8´ | II/P   |
| Principal 4'  | Principal 2' | Koralbas 4' | II/I   |
| Spetsflöjt 4' | Nazat 1 1/3' | Fagott 16'  |        |
| Hålflöjt 2'   | Scharf 2 ch  |             |        |
| Mixtur 3 chor | Regal 8'     |             |        |
| Trumpet 8'    | Tremulant    |             |        |

## Galleri

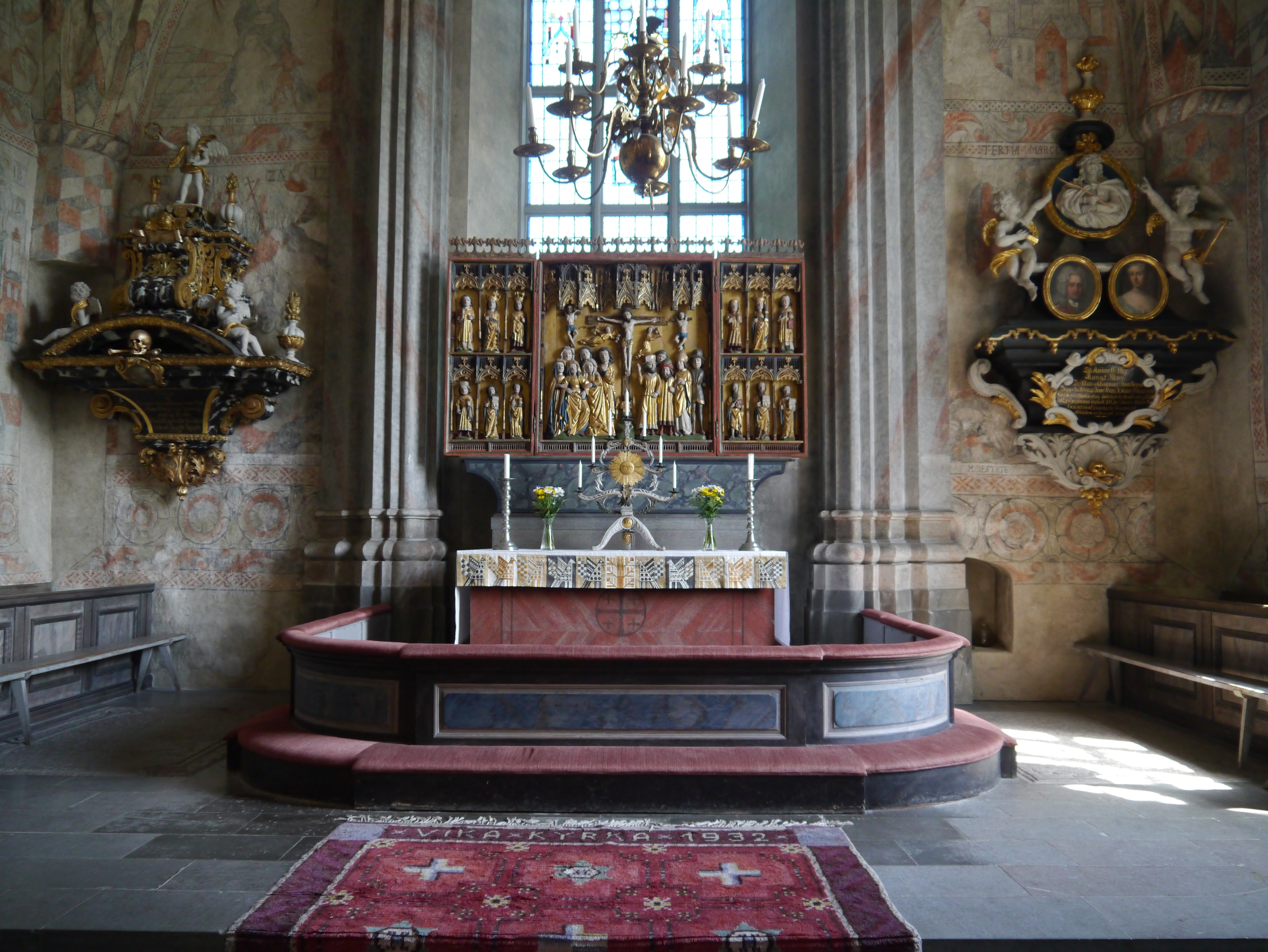
Koret
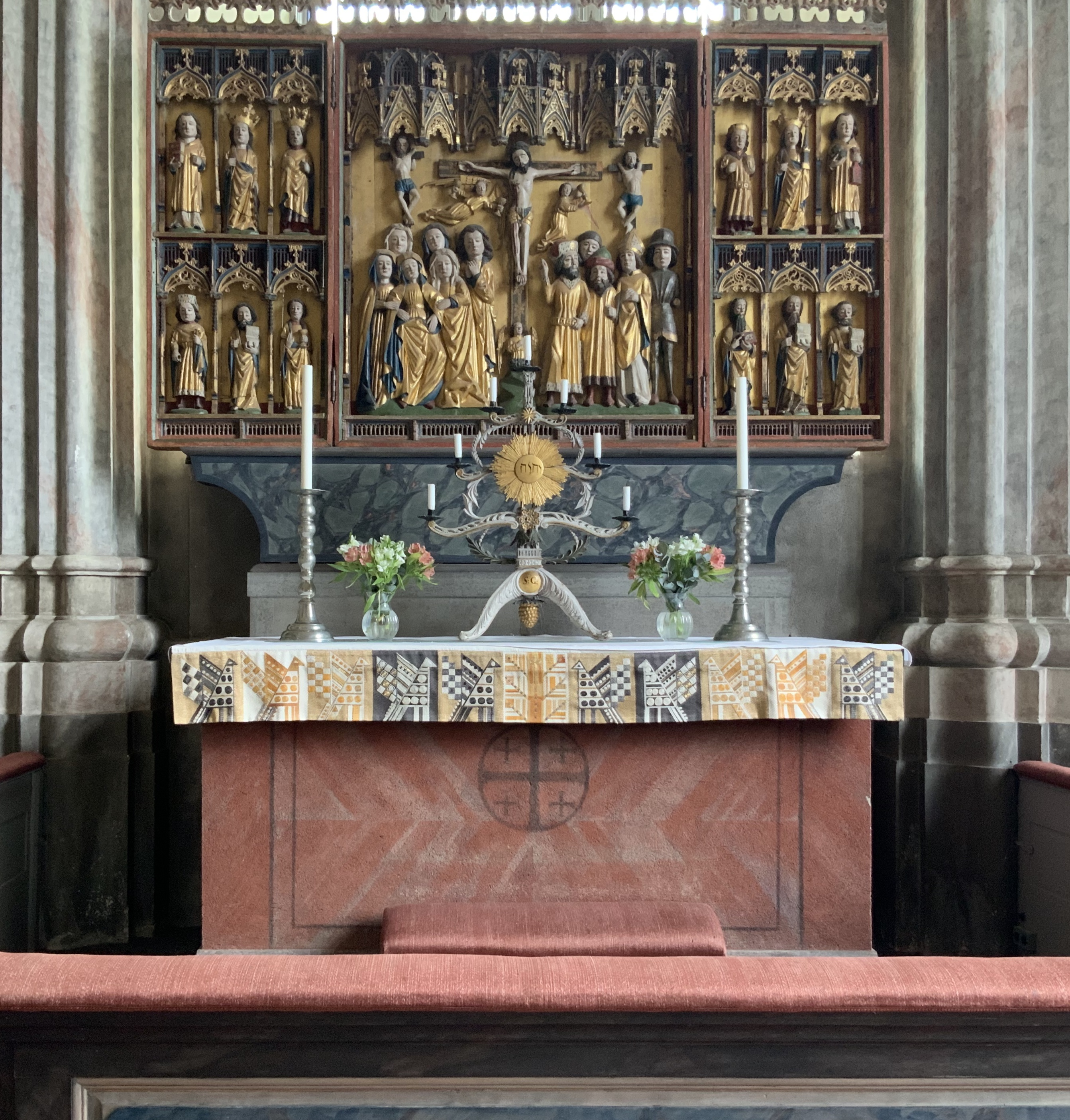
Altarskåp
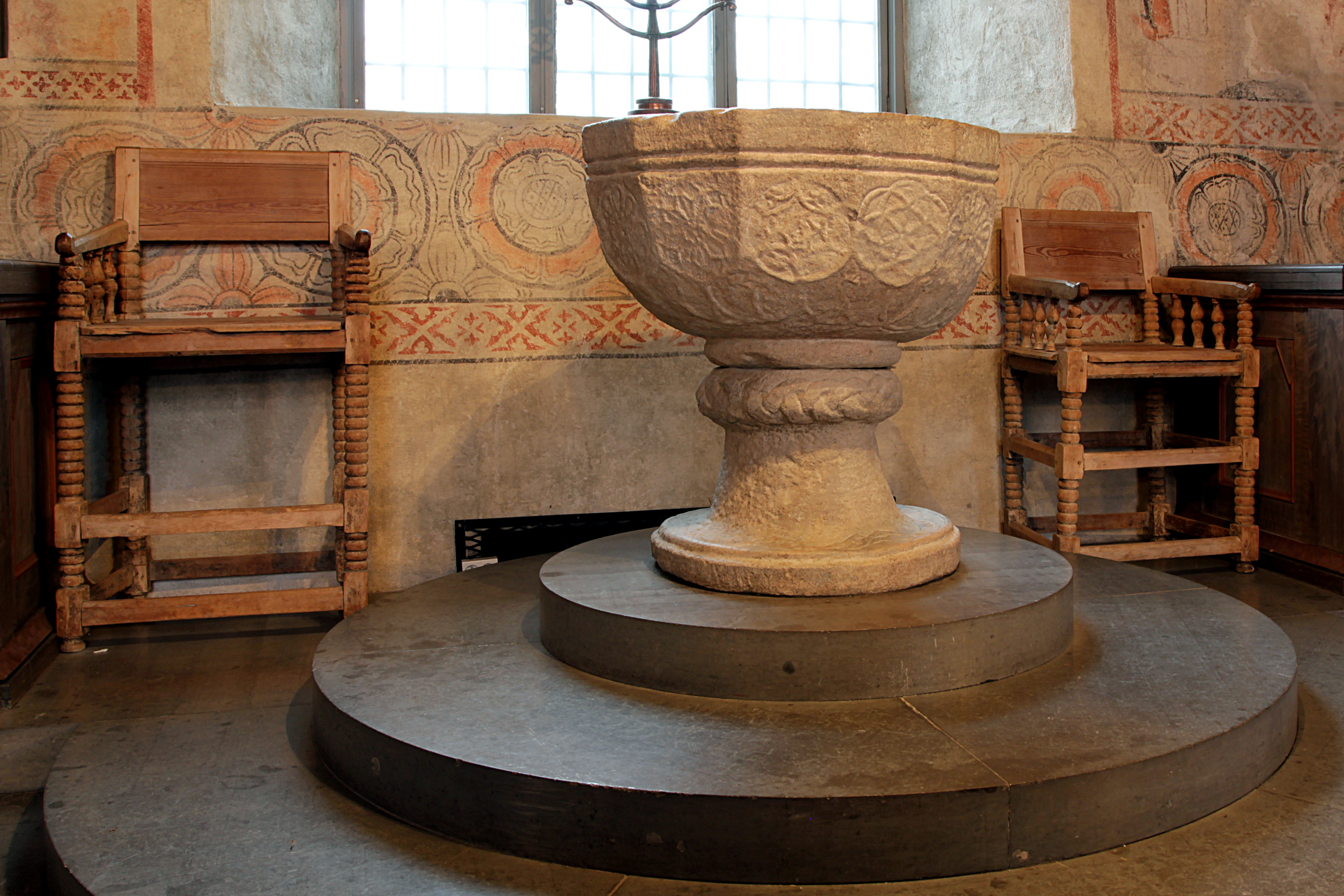
Dopfunten i kalksten
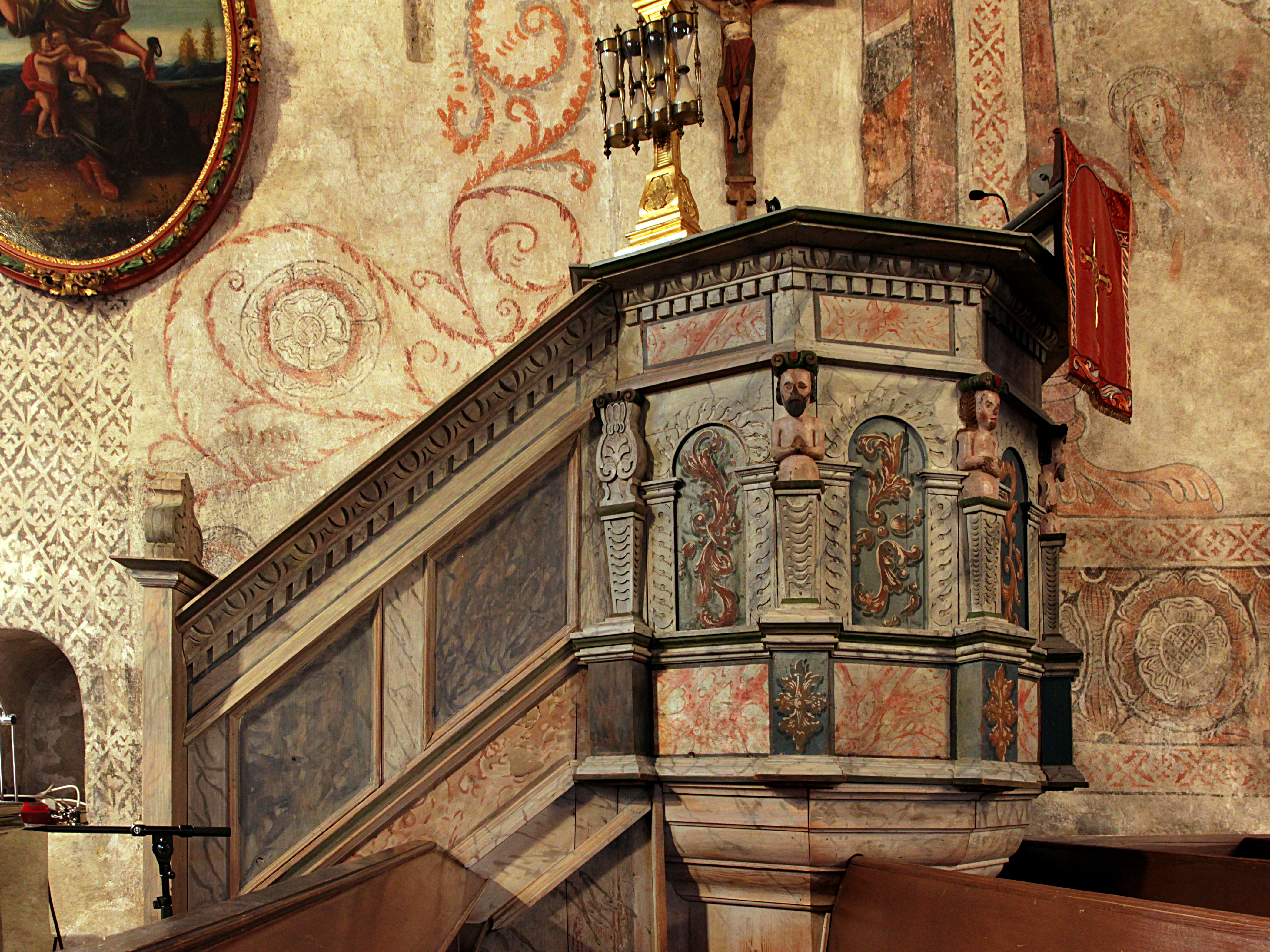
Predikstolen
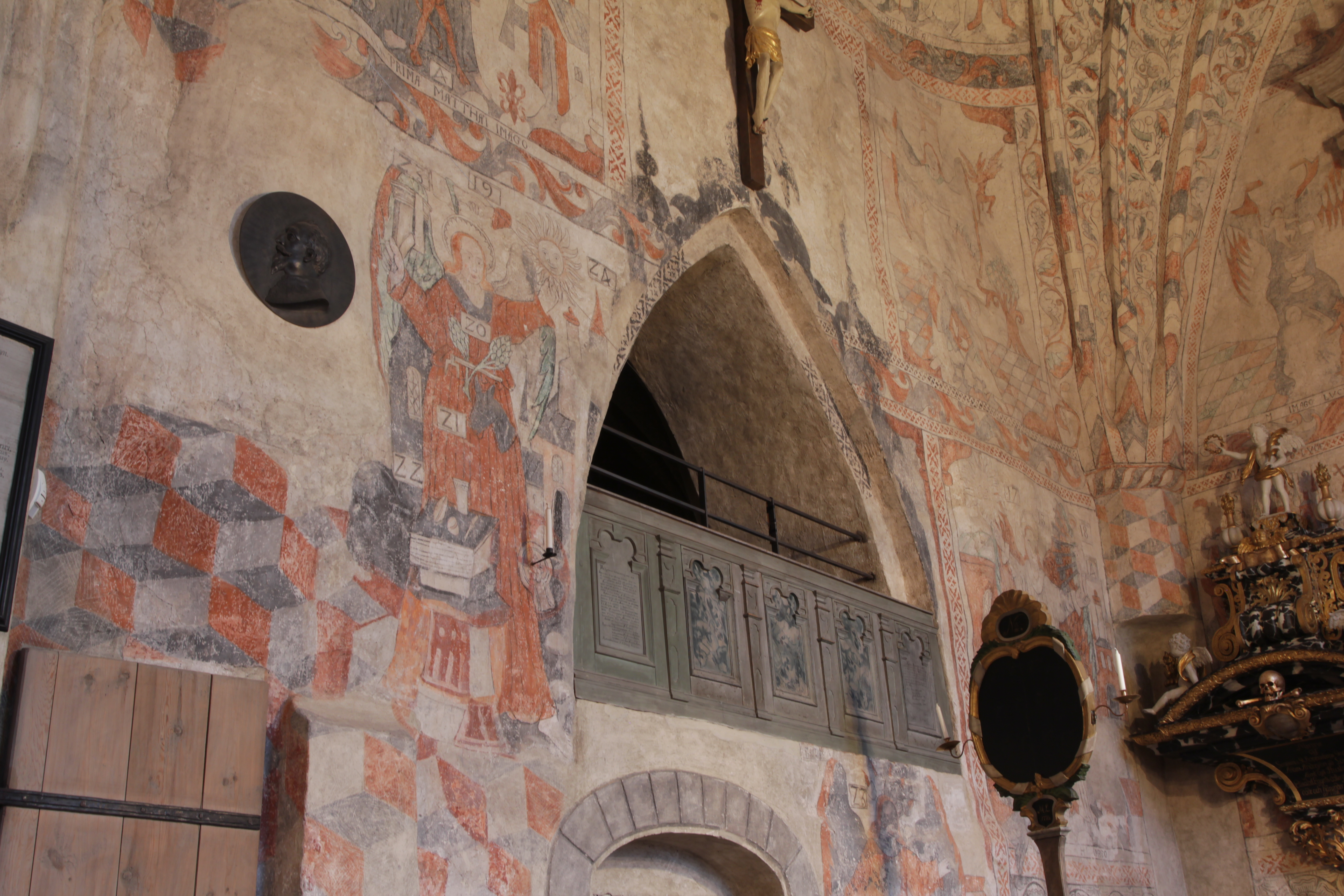
Gapskullen
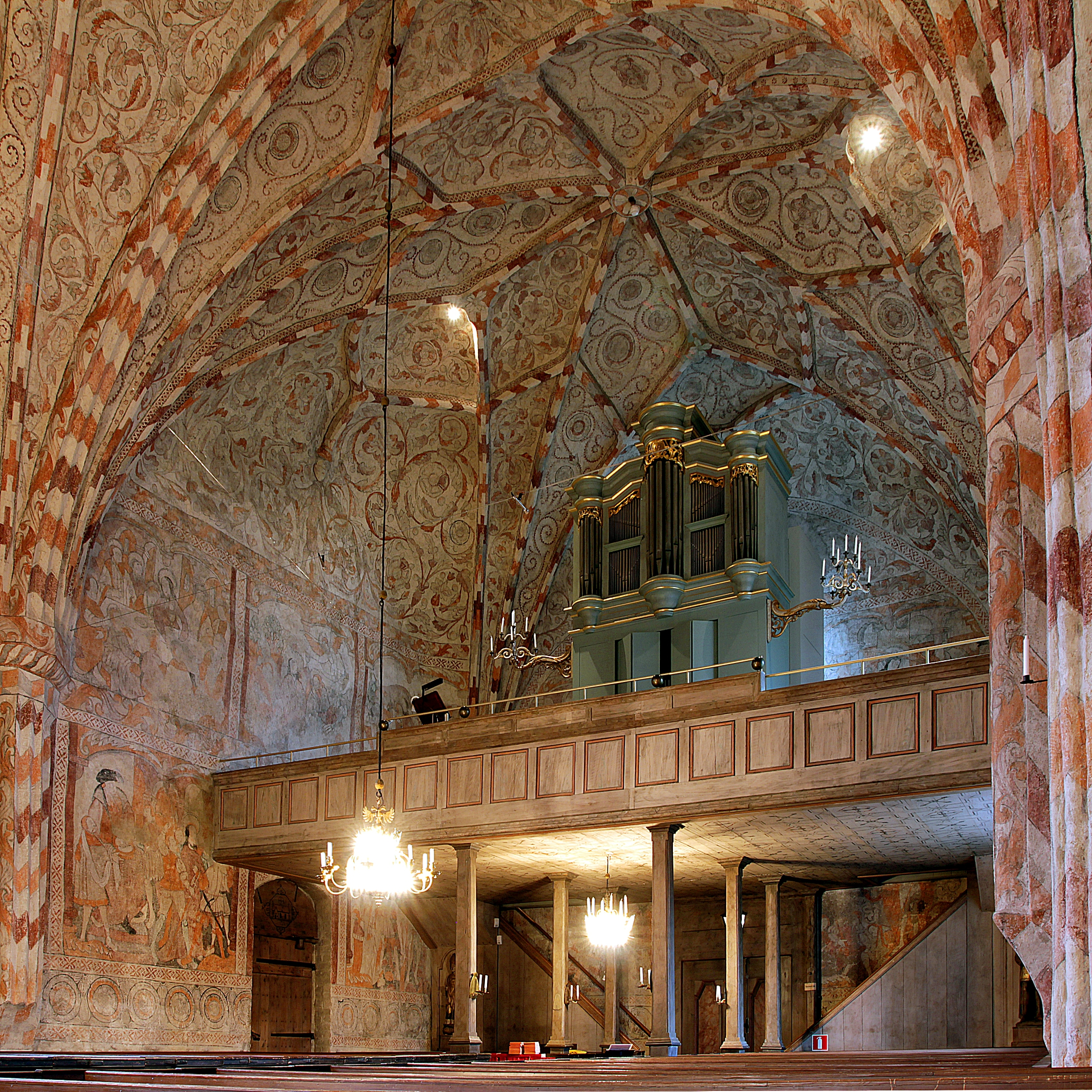
Orgelläktaren
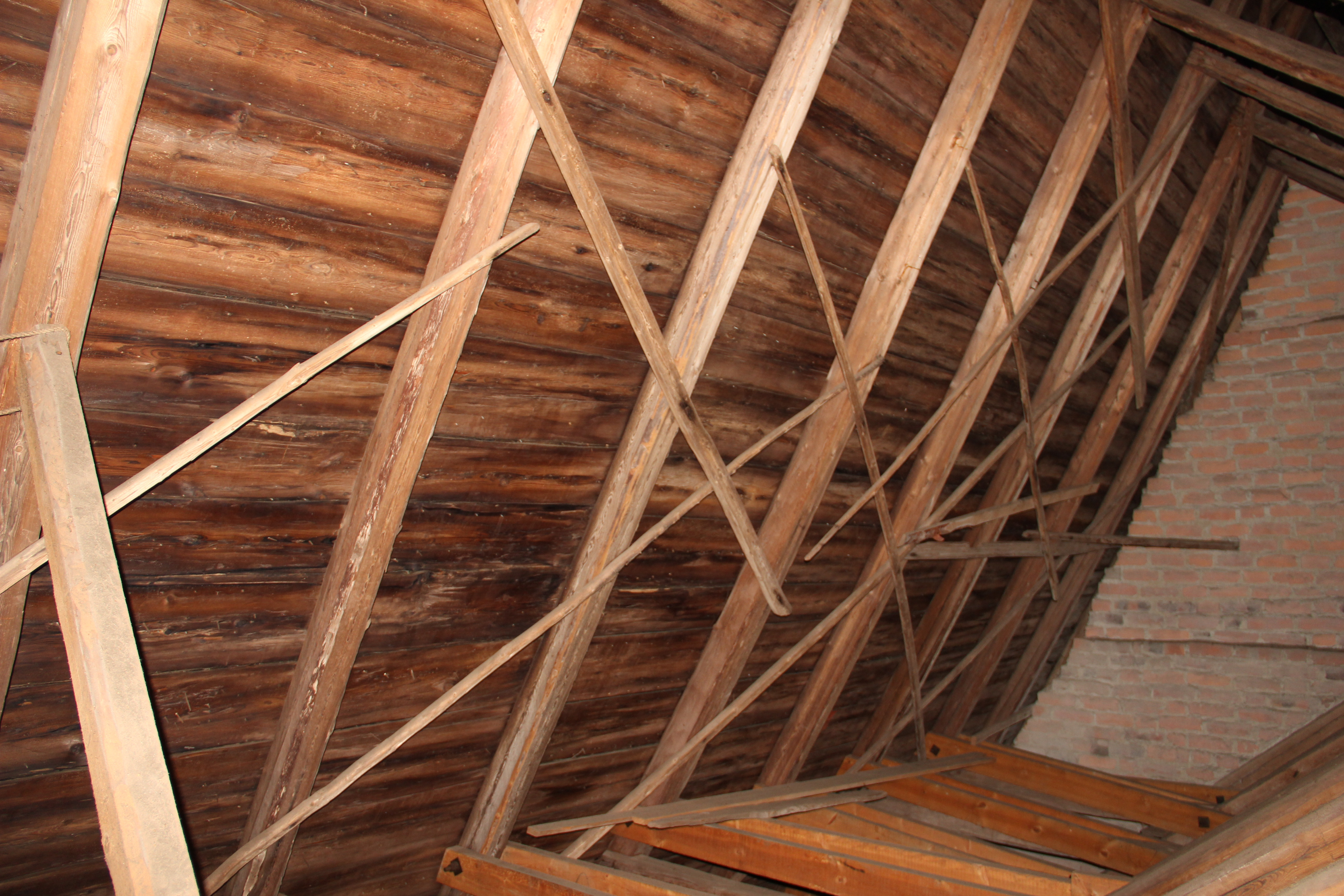
Del av kyrkans medeltida taklag
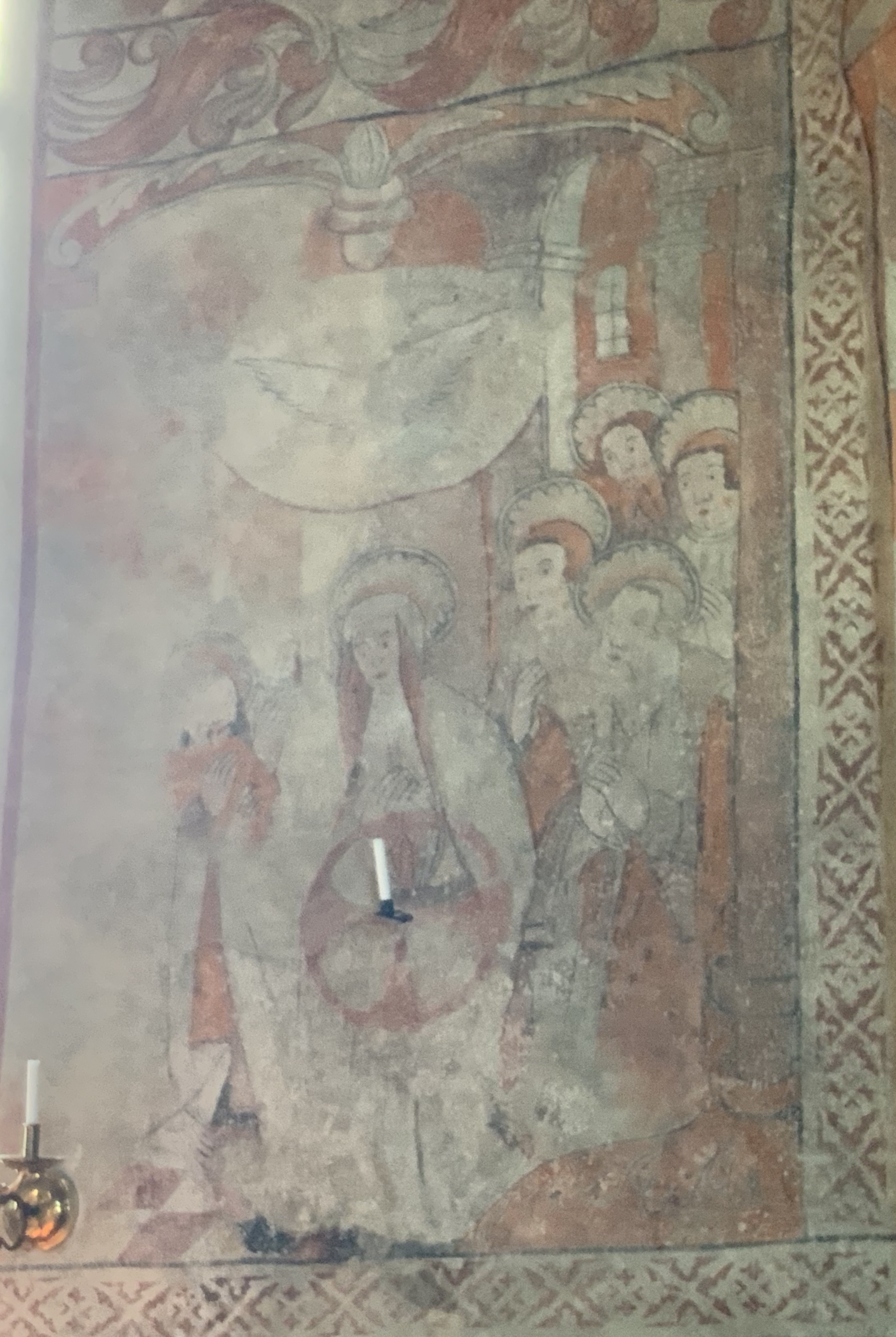
Kalkmålning Pingstundret 1550-tal med äldre konsekrationskors